# James F. Strother (Politiker, 1811)

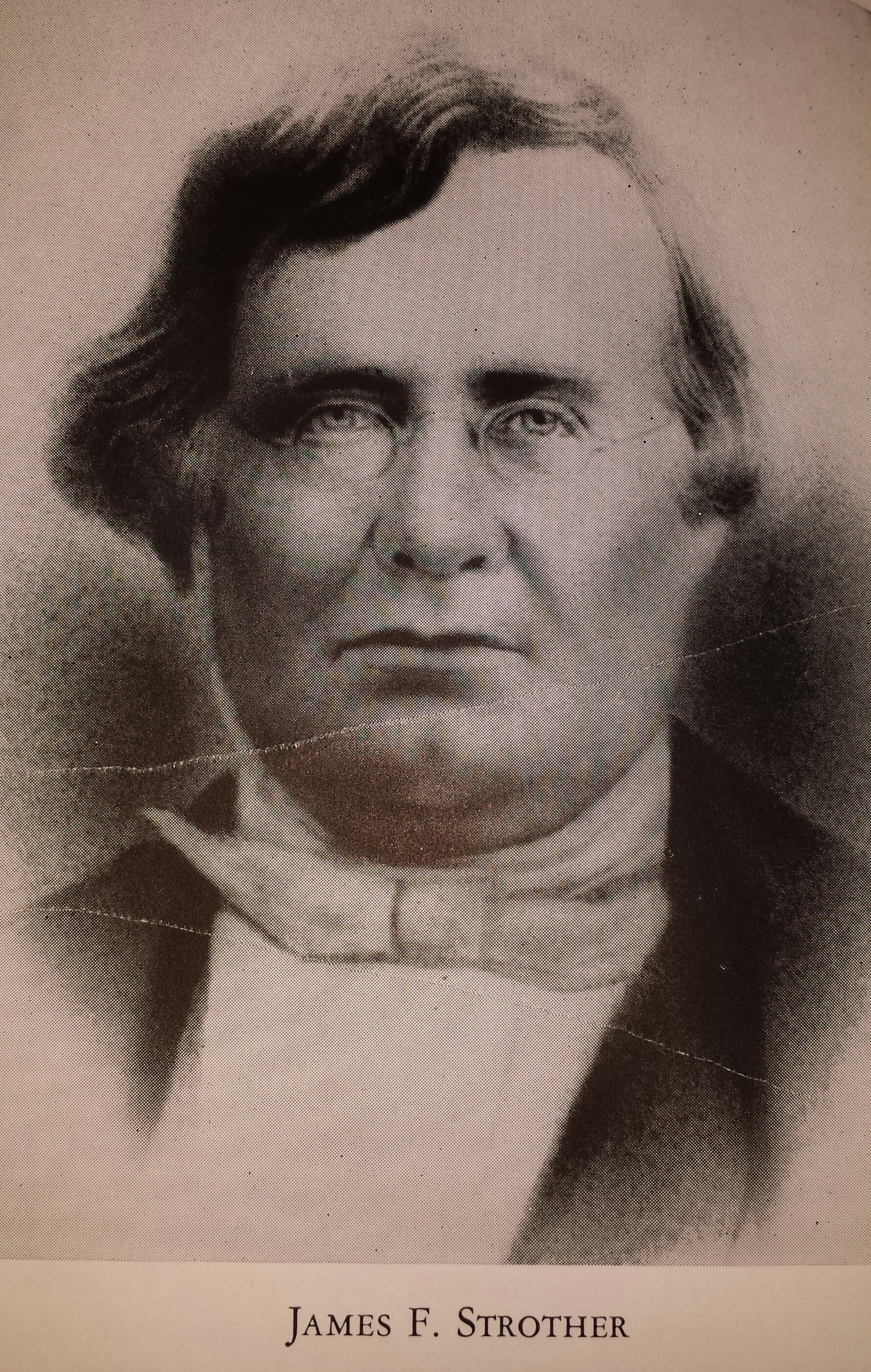
James F. Strother

James French Strother (* 4. September 1811 in Culpeper, Virginia; † 20. September 1860 ebenda) war ein US-amerikanischer Politiker. Zwischen 1851 und 1853 vertrat er den Bundesstaat Virginia im US-Repräsentantenhaus.

## Werdegang
James Strother war der Sohn des Kongressabgeordneten George Strother (1783–1840) und der Großvater von James F. Strother (1868–1930), der den Staat West Virginia im US-Repräsentantenhaus vertrat. Er besuchte die öffentlichen Schulen seiner Heimat und studierte danach an der St. Louis University in Missouri. Nach einem anschließenden Jurastudium und seiner Zulassung als Rechtsanwalt begann er in Washington, einer Ortschaft im Rappahannock County, in diesem Beruf zu arbeiten.  Gleichzeitig schlug er als Mitglied der Whig Party eine politische Laufbahn ein. Zwischen 1840 und 1851 saß er im Abgeordnetenhaus von Virginia; im Jahr 1851 war er dessen Speaker. Ein Jahr zuvor, 1850, nahm er als Delegierter an einer Versammlung zur Überarbeitung der Verfassung von Virginia teil.
Bei den Kongresswahlen des Jahres 1850 wurde Strother im neunten Wahlbezirk seines Staates in das US-Repräsentantenhaus in Washington, D.C. gewählt, wo er am 4. März 1851 die Nachfolge von Jeremiah Morton antrat. Bis zum 3. März 1853 konnte er eine Legislaturperiode im Kongress absolvieren. Diese war von den heftigen Diskussionen um die Frage der Sklaverei geprägt. Nach dem Ende seiner Zeit im US-Repräsentantenhaus praktizierte James Strother wieder als Anwalt. Er starb am 20. September 1860 nahe Culpeper.